# Меленці
Меленці́ — село в Україні, у Житомирському районі Житомирської області. Входить до складу Любарської селищної громади. Населення становить 389 осіб.

## Географія
Селом тече річка Ібр, а на південному заході від села бере початок річка Зелений.

## Історія
У 1906 році село Новочарторійської волості Новоград-Волинського повіту Волинської губернії. Відстань від повітового міста 80 верст, від волості 14. Дворів 242, мешканців 1462.
У 1913 році дворянка Уварова Наталія Федорівна володіла землею у розмірі 256 десятин.
3 листопада 1921 р. під час Листопадового рейду через Меленці проходила кінна сотня Антончика Подільської групи (командувач Сергій Чорний) Армії Української Народної Республіки.

## Населення

### Мова
Розподіл населення за рідною мовою за даними перепису 2001 року:
| Мова       | Кількість | Відсоток |
| ---------- | --------- | -------- |
| українська | 386       | 99.23%   |
| російська  | 2         | 0.51%    |
| польська   | 1         | 0.26%    |
| Усього     | 389       | 100%     |

## Відомі люди
- Літинський Юхим Олександрович (1888—1936) — український громадський діяч на Амурщині (Зелений Клин, 1917—1921) та в Харбіні (Китай)